# Suleyman Sleyman
Suleyman Sleyman, född 28 december 1979, är en svensk före detta fotbollsspelare.
Sleymans moderklubb är Södertälje FF, där han spelade från sex års ålder tills han var fjorton. Därefter gick Sleyman, som har ett syrianskt ursprung, till Syrianska FC, vilka han spelade med fram till och med säsongen 1997 då han värvades till Hammarby IF.
Sleyman spelade tidigare till största del ytterback, men etablerade sig som mittback senare i karriären, under säsongen 2007. Han debuterade i Allsvenskan den 13 april 1998 mot Malmö FF då han gjorde ett inhopp i slutminuten. Debuten i startelvan kom den 28 oktober 1998, då Hammarby mötte Halmstads BK.
Hans stora genombrott i Hammarby kom under 2001 då han var ordinarie i startuppställningen. 2001 var även året då Hammarby IF vann SM-guld.
Suleyman Sleyman gjorde svensk landslagsdebut i januari 2008 mot Costa Rica.
Han gjorde sitt första allsvenska mål, och enda i Hammarbytröjan, i derbyt mot AIK den 25 augusti 2008. Målet utsågs till det snyggaste Hammarbymålet 2008.
Han spelade från säsongen 2009 till 2014 för Syrianska FC i Superettan samt Allsvenskan.
Den 5 mars 2014 meddelade Sleyman att han avslutade sin professionella fotbollskarriär. Numera är Sleyman aktiva spelare i Näshulta GoIF som huserar i division 7 västra Södermanland. Säsongen 2018 har den före detta svenska mästaren noterats för 3 mål på 2 matcher hittills under säsongen.

## Seriematcher och mål
- 2012: 14 / 0
- 2011: 5 / 0
- 2010: 28 / 1
- 2009: 14 / 0
- 2008: 21 / 1
- 2007: 23 / 0
- 2006: 5 / 0
- 2005: 21 / 0
- 2004: 18 / 0
- 2003: 20 / 0
- 2002: 21 / 0
- 2001: 22 / 0
- 2000: 5 / 0
- 1999: 3 / 0
- 1998: 8 / 0

## Meriter
- SM-guld 2001 (med Hammarby IF)
- 1 A-landskamp
- Årets Hammarbymål 2008

## Privatliv
Sleyman är utbildad civilekonom vid Handelshögskolan i Stockholm och arbetar som revisor på deltid.